# 奈多鑑基
奈多 鑑基（なだ あきもと）は、戦国時代の武将。大友氏の家臣。

## 生涯
奈多氏は豊後国安岐郷にある奈多八幡宮の大宮司家である。
大永2年（1522年）、大友家臣田北親員の子で田北鑑生の妹を娶っている。
大友義鑑から偏諱を受け鑑基を名乗る。奈多八幡大宮司を継いだ鑑基は、義鑑の子義鎮（宗麟）から寺社奉行に任じられている。また、鑑基は大友氏の武将として、数々の合戦に出陣し戦功を挙げるが、永禄12年（1569年）に毛利軍と対陣し、立花山城攻防戦いに参戦して陣没した（病没した）といわれる。
長子・政基は、永禄8年（1565年）7月（一説には5月17日）の立花鑑載討伐の際に戦死していたため、鎮基が家督を継ぐ。
鑑基の死去後、跡を継いだ鎮基は天正15年（1587年）に亡くなり、養子の万福丸（久我晴通の子）が継ぐが、後に京都に帰ってしまい、奈多氏は断絶した。